# Dança esportiva nos Jogos Olímpicos de Verão da Juventude de 2018
As competições de dança esportiva nos Jogos Olímpicos de Verão da Juventude de 2018 ocorreram entre 7 e 11 de outubro em um total de três eventos. As competições aconteceram no Parque Mujeres Argentinas, localizado no Parque Urbano, em Buenos Aires, Argentina.
Foi a primeira aparição do esporte em uma edição de Jogos Olímpicos da Juventude, com disputas de breakdance para b-boys, b-girls e uma prova mista.

## Calendário
| Outubro         | 6 | 7 | 8 | 9 | 10 | 11 | 12 | 13 | 14 | 15 | 16 | 17 | 18 |
| --------------- | - | - | - | - | -- | -- | -- | -- | -- | -- | -- | -- | -- |
| Dança esportiva |   |   | 2 |   |    | 1  |    |    |    |    |    |    |    |

|  | Dia de competição |  | Dia de final |

## Medalhistas
| Evento                  | Ouro                                                             | Prata                                                                                  | Bronze                                                                               |
| ----------------------- | ---------------------------------------------------------------- | -------------------------------------------------------------------------------------- | ------------------------------------------------------------------------------------ |
| B-Boys detalhes         | Sergei Chernyshev "Bumblebee" RUS Rússia                         | Martin Lejeune "Martin" FRA França                                                     | Nakari Shigeyuki "Shigekix" JPN Japão                                                |
| B-Girls detalhes        | Ramu Kawai "Ram" JPN Japão                                       | Emma Misak "Emma" CAN Canadá                                                           | Kim Ye-ri "Yell" KOR Coreia do Sul                                                   |
| Equipes mistas detalhes | JPN Ramu Kawai "Ram" VIE Lê Hiếu "B4" MIX Equipes de CONs mistos | ITA Alessandra Cortesia "Lexy" ARG Mariano Carvajal "Broly" MIX Equipes de CONs mistos | AUT Anna Thurner "Ella" RUS Sergei Chernyshev "Bumblebee" MIX Equipes de CONs mistos |

## Quadro de medalhas
| Ordem | País                       | Medalha de ouro | Medalha de prata | Medalha de bronze |   |
| ----- | -------------------------- | --------------- | ---------------- | ----------------- | - |
| –     | MIX Equipes de CONs mistos | 1               | 1                | 1                 | 3 |
| 1     | JPN Japão                  | 1               |                  | 1                 | 2 |
| 2     | RUS Rússia                 | 1               |                  |                   | 1 |
| 3     | CAN Canadá                 |                 | 1                |                   | 1 |
|       | FRA França                 |                 | 1                |                   | 1 |
| 5     | KOR Coreia do Sul          |                 |                  | 1                 | 1 |
| TOTAL | TOTAL                      | 3               | 3                | 3                 | 9 |